# Евтихий (ересиарх)
Евтихий (греч. Εὐτυχής, ок. 370 — после 454) — константинопольский архимандрит. Евтихию приписывается создание ереси, названной по его имени евтихианством. В конце VII века входит в оборот альтернативное название, отражающее смысл этой ереси — монофизитство. Согласно общепринятому мнению, евтихианство (монофизитство) исповедовало во Христе только одну божественную природу, из-за чего Иисус Христос признавался только Богом, но не человеком. Евтихий осужден на Константинопольском поместном соборе 448 года, и анафематствуется как ересиарх всеми историческими христианскими конфессиями, как халкидонской богословской традиции (Римо-католической и православной церквей), так и традиций нехалкидонских (Древневосточных церквей).

## Евтихианство
Считается, что будучи сторонником александрийской христологии, Евтихий, в своей борьбе с представителями диофизитского учения несторианства, извратил православное учение святого Кирилла Александрийского. Согласно такому мнению, он, неверно истолковав святоотеческое учение об одной природе Бога Слова воплощенной, уклонился в иную крайность, создав учение об одной божественной природе Христа. Евтихию, как создателю монофизитства, приписывается мысль, что человеческая природа Христа, воспринятая им от Матери, растворилась в божественной природе как капля мёда в океане и потеряла своё бытие.
Признание Иисуса Христа только Богом и не признание в нём человечества представляет приписываемое Евтихию учение как одну из форм докетизма. Поэтому в течение нескольких веков Евтихий анафематствовался в ряду других известных ересиархов-докетов. Такой анафематизм сохранился, в частности в «Исповедании веры» католикоса ААЦ Авраама I Ахбатанеци (607—615): «Анафематствуем Манеса, и Маркиона, и Бардесана, и Евтихия, которые говорили, что Сын Божий явился в мире призрачно, по подобию и мнимо, и не истинно воспринял тело и душу от Святой Девы и Богородицы». Как докетизм: «Христос есть только одно чистое Божество, лишенное всякой примеси плоти и души», представлял монофизитство и преподобный Анастасий Синаит.
Систематизатор византийского богословия преподобный Иоанн Дамаскин в своём сборнике ста ересей дает несколько иное объяснение евтихианству: «Евтихианисты, получившие имя этой ереси от Евтиха. Они говорят, что Господь наш Иисус Христос не получил плоть от святой Девы Марии, но утверждают, что Он воплотился каким-то более божественным образом, не уразумев, что человека, повинного греху праотца их Адама, именно его Бог Слово соединил с Собой от Девы Марии…».
Существуют и иные представления о евтихианстве, что является следствием отсутствия реальной, документально зафиксированной ереси Евтихия. Все, что известно о евтихианстве из истории церкви является плодом склонной к мифотворчеству необъективной конфессиональной апологии. Сохранившиеся сведения о деяниях осудившего Евтихия Константинопольского поместного собора свидетельствуют только о том, что константинопольский игумен стал жертвой не прекратившегося со времен Кирилла и Нестория противоборства двух христологических партий, наследниками которых стали современные миафизиты и диофизиты. Первые обвиняли вторых в разделении Христа на двух отдельных субъектов - Бога и человека, в то время как вторые обвиняли первых в слиянии божества и человечества Христовых и исчезновении самого человечества. Сам святой Кирилл обвинялся своими противниками в докетизме и аполлинаризме, а потому нет ничего удивительного в том, что в этих же самых ересях был обвинен и Евтихий.

## История
Впервые имя Евтихия упоминается на Эфесском соборе 431 года, где как сторонник святого Кирилла Александрийского он выступал в качестве оппонента Нестория. После смерти св. Далматия Далматского (ок. 440) Евтихий стал главным лицом среди константинопольского монашества. Кроме того, он был духовником евнуха Хрисафия (всесильного временщика в конце правления императора Феодосия II) и пользовался влиянием при дворе. Под влиянием Евтихия император начал наступление на последователей Нестория. Указом от 16 февраля 448 года Феодосий II осуждал ересь Нестория наряду с антихристианскими памфлетами Порфирия; все сочинения, «не совсем согласные с православною верою, изложенною святыми соборами святых отцов в Никее и Эфесе и блаженной памяти Кириллом», подлежали сожжению. Все приверженцы Нестория подлежали отлучению и низложению. В качестве примера, император лично низложил Иринея, бывшего сановника и друга Нестория, ставшего епископом Тирским (под предлогом неканоничности его поставления как состоявшего в двух браках). Попытка Евтихия изобличить в несторианстве своего друга и соратника в борьбе с Несторием, но сторонника сирийского богословия бывшего профессионального адвоката и государственного обвинителя епископа Дорилейского Евсевия, обернулась против самого Евтихия, став поводом для соборного разбирательства, где уже сам Евтихий был обвинен Евсевием в ереси, а в итоге осужден.

### Осуждение Евтихия на Константинопольском поместном соборе
Вероисповеданию Евтихия, как проповедующему ересь, был посвящён созванный патриархом Константинопольским Флавианом Константинопольский поместный собор. Считается, что именно на этом соборе Евтихий изобличил себя как монофизит и осужден как ересиарх.
Поводом для дела против Евтихия стала жалоба Евсевия Дорилейского, в которой значилось, что константинопольский игумен хулит православных учителей и самого Евсевия, обвиняя в принадлежности к несторианству. Следующим шагом Евсевия стало уже обвинение самого Евтихия, который, якобы, «распространяет свои заблуждения и многих совратил». Налицо взаимные обвинения представителей двух конкурирующих богословских школ — Антиохийской и Александрийской, когда свои христологические представления считали православными, а мнение оппонентов почитали еретическим. При этом ни та, ни другая сторона не ограничивалась аргументированной критикой чужого учения, но непременно делались свои выводы об этом учении, приписывающие оппонентам то, чего они на самом деле не исповедовали.
На предложение судей ответить Евтихию, согласен ли тот с официально признанным в церкви вероисповеданием т. н. «Антиохийской унии», Евсевий, не давая ответить обвиняемому, возразил против этого предложения. Объяснение возражению было дано то, что такого исповедания будет недостаточным для изобличения вины Евтихия. Евсевий открыто выказал свой испуг и признал, что если Евтихий согласится с объединительным исповеданием Иоанна Антиохийского и Кирилла Александрийского, то собор сочтет его — Евсевия клеветником. Объединительное между антиохийцами и александрийцами, а стало быть и компромиссное исповедание «Антиохийской унии» предписывало признавать соединение во Христе двух природ, что признавалось правильным обеими сторонами, но сознательно не касалось вызывающего конфликты вопроса количества природ уже в соединении. Поэтому Евсевий пошел дальше, чем того требовала уния между Александрией и Антиохией. От Евтихия потребовали традиционного для антиохийской христологии исповедания двух природ после соединения, присовокупив к этому и исповедание единосущия людям по плоти, что для Евтихия было не приемлемым. Понимая, куда его ведут обвинители, Евтихий отвечал: «Я согласен на все, что говорите… прежде я этого не говорил, ныне же признаю это, поелику ваша святость утверждает так».
На этом вопрос не был исчерпан. Флавиану и Евсевию было недостаточно осудить или оправдать самого Евтихия. Образовавшейся в результате выступления Евтихия против своего друга и соратника в борьбе против Нестория Евсевия Дорилейского единой антиохийской партии было важно осудить само александрийское богословие. Евтихию было предложено анафематствать всякое учение, противное тут изложенному, что означало, по его мнению, анафематствование учения святого Кирилла Александрийского до подписания им унии, на что Евтихий пойти не мог. Объясняя причины невозможности такой анафемы, Евтихий ответствовал: «Я читал у блаженного Кирилла и Афанасия и других отцов, что до соединения — из двух естеств, а что после соединения и воплощения уже не два естества, а одно». На это Евтихию был дан безапелляционный ответ: «Кто не говорит из двух естеств и два естества, тот не верует правильно», с соответствующим приговором: «Евтихий, бывший пресвитер и архимандрит, оказался изобличенным в нечестии Валентина и Аполлинария и в приверженности к их учению». Таким образом, во всем том, в чём в своё время обвинялся святой Кирилл, был обвинен и считавший себя сторонником его богословия.

### Оправдание Евтихия на Втором Эфесском соборе
Осужденный в своем патриархате, архимандрит Евтихий не признал за собой ереси. О неправом суде и ложном обвинении в докетизме и аполлинаризме он сообщил предстоятелям Римской, Александрийской, Иерусалимской и Фессалоникийской кафедр.
Реакция папы Римского Льва была резкой. Он встал на сторону Евтихия, отчитав патриарха Константинопольского Флавиана и выказав своё резкое недовольство его действиями. Естественно, на сторону Евтихия встал и патриарх Александрийский Диоскор. Для александрийцев сам факт проведения собора против Евтихия воспринимался не иначе, как провокация несторианствующих против христологии их школы. Поэтому, чтоб предотвратить реванш диофизитов и защитить освященное Эфесским Вселенским собором прежнее учение Кирилла Александрийского, патриарх Диоскор задался целью не только оправдать ложно обвиненного в Константинополе Евтихия, но и нанести окончательное поражение антиохийцам через созыв нового Вселенского собора.
Разрешение на созыв собора было получено от императора Феодосия II. Невзирая на то, что папа Римский уже высказался в защиту Евтихия, решение о созыве Вселенского собора в обход Римской кафедры и без её благословения, настроило Льва против Диоскора. Во многом именно это подвигло папу Льва принять сторону Флавиана и признать решения Константинопольского собора, осудившего Евтихия. Продолжая и дальше игнорировать мнение папы, Диоскор вступил в открытую конфронтацию с папой Львом. В свою очередь Лев попытался убедить императора в неактуальности нового собора, «ибо справедливость осуждения Евтихия не подлежит сомнению». В своем, одном из многих посланий к патриарху Константинопольскому Флавиану, папа изложил своё видение соединения двух природ во Христе. Этот, однозначно поддерживающий Антиохийскую диофизитскую христологию богословский документ, вошёл в историю как «томос папы Льва», вызвав резкое отторжение среди восточных богословов, сторонников Эфесского Вселенского собора.
Второй Эфесский собор был открыт 1 августа 449 года. На этом соборе Евтихий изложил своё, основанное на Никейской и Эфесской вере, но отрицаемое Никео-Цареградским символом веры, теперь принятым не только халкидонитами и несторианами, но и всеми миафизитами, исповедание и анафематствовал Манеса, Валентина, Аполлинария и Нестория. Поскольку в этом исповедании собором не было обнаружено никакой докетической или аполлинаристской ереси, константинопольский игумен был оправдан. Соответственно собор осудил и низложил всех зачинщиков дела против Евтихия во главе с Константинопольским патриархом Флавианом. Томос папы Льва хоть был диофизитским, но дабы не провоцировать папу был не осужден, но просто проигнорирован. Но уже это впоследствии дало повод сторонникам папы подвергнуть сомнению православность собора и отвергнуть его. После смерти императора Феодосия, собор Диоскора в Эфесе был назван папой «Разбойничьим» по причине, по его мнению, совершенных на нём «насилий».

### Осуждение Евтихия на Халкидонском соборе
Следствием активной борьбы папы Льва против Второго Эфесского собора и лично патриарха Александрийского Диоскора стал созыв ещё одного собора со статусом Вселенского. Изначально диофизитский Халкидонский собор 451 года давал возможность не только повторно осудить Евтихия, но и оправдать осужденных в Эфессе диофизитов. Осуждение Евтихия было необходимым условием для окончательного поражения миафизитской александрийской христологии. Собор был созван новым императором Маркианом при поддержке его жены Пульхерии, которая даже не скрывала своей связи с такими апологетами несторианства как Ива Эдесский и Феодорит Кирский. Эти двое, получив оправдание после формального отречения от Нестория, стали главными проводниками криптонесторианства в Халкидоне. Виднейший русский церковный историк Карташев едва ли не прямо представляет Халкидон как победу диофизитства и отвержение освященного Эфесским собором богословия Кирилла Александрийского до подписания им Согласительного исповедания (433): «Запутанное густой сетью дефективных предпосылок богословие Кирилла не могло остаться безупречным образцом на будущее… Ведь не один Несторий видел в Халкидоне свой реванш. Все монофизиты со своей точки зрения и в противоположном смысле твердили то же. Считали Халкидон хитроумной ловушкой. Несторий будто бы был анафематствован для отвода глаз, чтобы провести самое несторианство. И это была правда в смысле восстановления равновесия, нарушенного Ефесом… И сколько нужно было иметь в недрах богословского сознания истинного догматического здоровья, чтобы после двухсотлетних отрав монофизитством снова в 680 г. (на Втором Константинопольском соборе) доставить торжество Халкидону, даже Антиохии, скажем ещё более — самому Несторию!».
Для того, чтобы провозгласить учение о двух природах во Христе после соединения православным учением, идеологам Халкидонского собора необходимо было дискредитировать учение святого Кирилла о единой природе Бога Слова воплощенного. Однако богословский авторитет великого александрийца и святость его антинесторианского Эфесского Вселенского собора не позволяли сделать это прямо. Поэтому Кирилл был представлен диофизитом, во всем согласным с Флавианом Константинопольским, а его христология, которую и севериане, и Армянская апостольская церковь считают миафизитской, по их мнению оказывалась «ересью Евтихия». Но сделать это было невозможно без подавления партии александрийцев. На первом же заседании, даже не опускаясь до доказательств ереси Евтихия, Евсевий Дорилейский объявил Диоскора «единоверным Евтихию». При этом точно известно, что Евтихий на заседании Халкидонского собора монофизитство не проповедовал, а отстаивал точку зрения Кирилла Александрийского о недопустимости замены Никейского символа веры каким-либо другим, и считал это решением Эфесского собора. С тем, что Эфесский собор это постановил, согласны теперь и современные церкви, причём халкидониты считают утверждение Никео-Цареградского символа веры как символа веры всей церкви результатом Халкидонского собора, а признание Никео-Цареградского символа веры миафизитами — свидетельством фактического признания Халкидонского собора и ими тоже и отсутствия реальной связи севириан с богословием одного только Кирилла Александрийского, в то время как халкидониты связывают севириан в большей степени с богословием создавшей Никео-Цареградский символ веры Антиохийской школы и фактически также Нестория. И хотя в итоге патриарх Александрийский не был осужден как еретик, а был осуждён только за преследование семьи Кирилла Александрийского в наказание за расправу прежней правившей в Александрийской патриархии семьи над Иоанном Златоустом и непризнание того, что римский папа принял покаяние Кирилла Алесандрийского за себя и за своего дядю, ему, как защитнику Евтихия, было предложено раскаяться за проведение «разбойничьего» Второго Эфесского собора. От Диоскора потребовали исповедовать свою веру и анафематствовать Евтихия за ересь. Диоскор отказался исповедовать навязываемое ему диофизитство, но открыто исповедовал свою христологию: «из двух принимаю, две не принимаю… после соединения двух природ нет». При этом он подчеркнул, что как и Кирилл до унии, принимает сохранение свойств соединенных природ Господа: «ни слияния, не говорим, ни превращения, ни разделения». По поводу Евтихия Диоскор ответил, что готов осудить его, если ему докажут, что тот действительно исповедовал докетизм. Поскольку таких доказательств предоставлено не было, для Диоскора, а стало быть и для всей александрийской партии Евтихий остался оправданным. Все, кроме Армянской, миафизитские церкви признают Диоскора святым.

### Осуждение Евтихия миафизитами через Энотикон Зенона
Халкидонский собор не принес мира в империю, но напротив, усугубил раскол между диофизитами-антиохийцами и миафизитами-александрийцами. По всему Востоку поднялась волна народного негодования, приведшая к осуждению этого собора по местам и свержению епископов-халкидонитов. Чтобы успокоить население и саму церковь, несколько императоров к ряду издавали противоречащие друг другу документы, то отменяющие результаты Халкидонского собора, то их восстанавливающие. Наиболее значимым и известным среди этих документов стал так называемый Энотикон — вероисповедальное послание императора Зенона (482), призванное примирить враждующие христологические партии через возврат веры церкви к временам трех Вселенских соборов. Таким образом, решение проблемы виделось в отказе как от Второго Эфесского, так и Халкидонского соборов, равно претендующих на статус Четвёртого Вселенского.
Соответственно, главными еретиками объявлялись с одной стороны Несторий, с другой стороны Евтихий. Как некогда, после Третьего Вселенского собора, при заключении «Антиохийской унии», ради достижения хоть какого-то мира между победившими александрийцами и проигравшими антиохийцами, последним было предложено анафематствовать осужденного миафизитами Нестория, с приписыванием ему никогда в реальности не исповеданых им ересей, так и теперь, для достижения консенсуса миафизитам предлагалось анафематствовать осужденного диофизитами Евтихия, с признанием за ним ересей, которых Евтихий на самом деле не исповедовал. Это был встречный компромисс, и александрийцы ради общецерковного отказа от Халкидонского собора подписывались под энотиконом, чем приносили Евтихия в жертву, официально признавая его еретиком-докетом, со всеми вытекающими из такого признания анафемами. Благодаря энотикону с его признанием Нестория и Евтихия еретиками, с диофизитов формально снимались подозрения в «несторианском» раздвоении Христа, а с миафизитов снимались подозрения в «евтихианском» смешении природ во Христе и отрицания его человечества. Таким образом, благодаря энотикону церковь Восточной Римской империи была объединена. В самом конце V века, ради единства с церковью Византии, к энотикону присоединились и находящиеся вне империи церкви Армении, Грузии и Кавказской Албании. Так имя константинопольского игумена Евтихия попало в списки анафематствованных ересиархов и в этих церквях.
Однако отказ восточных церквей от Халкидонского собора привел к демаршу Римской церкви. Непризнание Халкидона прямо подрывало богословский авторитет папы Льва, чей томос стал основой соборного вероопределения. Папство на это согласиться не могло, поэтому уния восточных патриархатов на основе энотикона привела длительному конфликту между Римом и Константинополем в т. н. «Акакианской схизме». В 519 году, ради устранения раскола между Константинополем и Римом, новый император Юстин I отверг энотикон Зенона и провозгласил Халкидонский собор святым и Вселенским. Соответственно, раскол вернулся на Восток. Но не взирая на то, что партия диофизитов вернулась к Халкидону, миафизиты не стали симметрично в ответ объявлять Вселенским Второй Эфесский собор и реабилитировать Евтихия. Поэтому он и поныне считается в Древневосточных православных церквях анафематствованным еретиком, учившим докетизму, а количество Вселенских соборов здесь ограничивается тремя.

### Научно-богословская литература
1. Jean Meyendorff. Le Christ dans la Theologie Byzantine. Paris, 1968. (На английском: John Meyendorff. Christ in the Eastern Christian Thought. New York, 1969. Русский перевод: Прот. Иоанн Мейендорф. «Иисус Христос в восточном православном богословии». М., 2000)
2. Еп. Григорий (В. М. Лурье). История византийской философии. Формативный период. СПб., Axioma, 2006. XX + 553 с. ISBN 5-901410-13-0 Оглавление, Раздел 1, гл. 1, Раздел 1, гл. 2, Раздел 2, гл. 1, Раздел 2, гл. 2, Раздел 4, гл. 1, Раздел 4, гл. 2[неавторитетный источник]
3. В. В. Болотов. Лекции по истории древней Церкви. — Петроград: Третья Государственная Типография, 1918. — Т. 4. — 600 с.
4. А. В. Карташёв. Вселенские Соборы. Париж, 1963